# Stuart Taylor (1974)
Stuart Taylor (Glasgow, 26 november 1974) is een Schotse voetballer (middenvelder) die sinds 2007 voor de Schotse eersteklasser Hamilton Academical FC uitkomt. Voordien speelde hij onder meer voor St. Mirren FC, St. Johnstone FC en Airdrie United. 